# Ki (Božanstvo)
Ki je božica iz babilonske mitologije, koja je bila božica Zemlje. Njezini su roditelji Anšar, bog neba i Kišar, prijašnja božica Zemlje. Ne postoji dokaz njezina kulta. Poslije je Ki preimenovana u Antu. 

## Mitologija
Ki se udala za svog brata Anua, koji je postao novi bog neba, a u sumerskoj je mitologiji neko vrijeme bio i kralj bogova, dok je u huritskoj mitologiji kastriran. Ki je rodila velike bogove Annuake, a jedan od njezinih sinova - Enlil, bog zraka - je razdvojio nebo i Zemlju. Ki je ostala na Zemlji, a Anu na nebu.